# Iah (királyné)
Iah az ókori egyiptomi XI. dinasztia idején élt, III. Antef fáraó felesége és II. Montuhotep anyja volt. Neve holdat jelent.
Fennmaradt említésein király lányaként és király anyjaként, valamint Hathor papnőjeként nevezik meg. Apja II. Antef fáraó lehetett, így férje, Montuhotep a testvére volt. Két gyermeke ismert: II. Montuhotep fáraó – vele és az elhunyt II. Anteffel közös ábrázolása Satt el-Rigalban maradt fenn, illetve egy kőtömbön, amely ma a British Museumban található –, és II. Noferu királyné, akinek szarkofágján szerepel anyja neve.